# Liz Chase
Liz Chase (Mutare, 26 de abril de 1950 – Joanesburgo, 9 de maio de 2018) foi uma jogadora hóquei sobre a grama zimbabuana, campeã olímpica.

## Carreira
Chase integrou a Seleção Zimbabuana de Hóquei sobre a grama feminino nos Jogos Olímpicos de Verão de 1980 em Moscou, quando conquistou a medalha de ouro ao se consagrar campeã após finalizar as cinco rodadas da disputa em primeiro lugar, com nove pontos. Ela trabalhou como chefe do departamento de Educação Física da Universidade do Witwatersrand em 2000 e se aposentou em 2015.